# نادي الزومة
نادي الزومة الرياضي الثقافي الاجتماعي هو نادي سوداني من العاصمة الخرطوم تأسس عام 1953م. 
صعد النادي للدوري السوداني الممتاز في موسم 2022 لأول مره في تاريخه.

## التأسيس
تأسس نادي الزومة الخرطوم في سنة 1953م بالحلة الجديدة الخرطوم، باسم (الحرية) برابطة القوز.
سجل الفريق في اتحاد كرة القدم المحلي بالخرطوم في 1966 في الدرجة الرابعة، وتأهل منها إلى الدرجة الثالثة في عام 1972م، ومنها إلى الدرجة الثانية في العام 1981م وهبط مرة أخري للثالثة في العام 1982م وتأهل للثانية في العام 1984م حتى صعد إلى الدرجة الاولي في 2022.